# ZKS Moskwa
ZKS Moskwa (ros. Замоскворецкий клуб спорта) – rosyjski klub piłkarski z Moskwy istniejący w latach 1909–1923.

## Historia
Założony w 1909 roku przez Anglików. Już w sezonie 1910 kadra klubu mieściła 5 drużyn, a pierwsza grała w lokalnych mistrzostwach.
Rozwiązany w 1923.